# Über die Größen und Abstände von Sonne und Mond

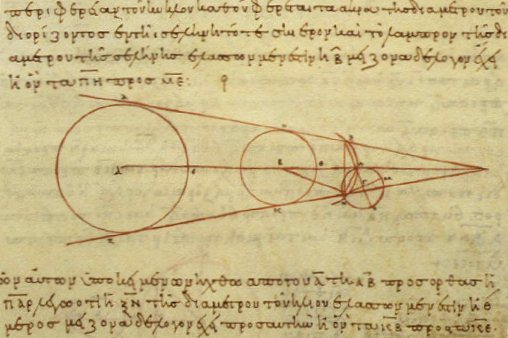
Aristarchos' Berechnungen der relativen Größen der Sonne (links), der Erde und des Monds, aus einer griechischen Kopie aus dem 10. Jahrhundert

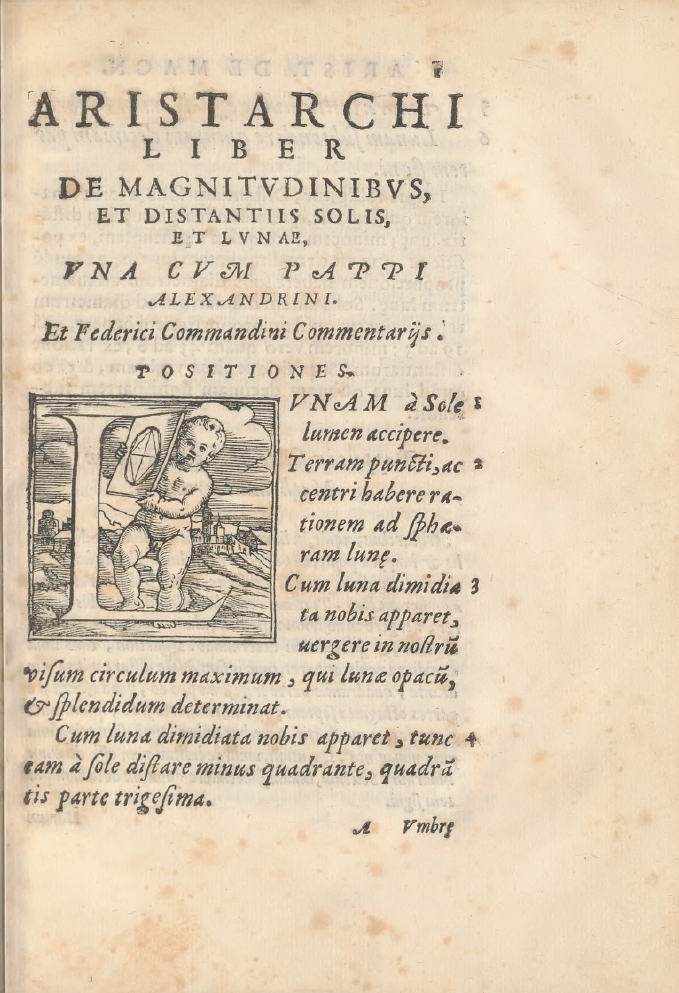
Deckblatt der lateinischen Ausgabe von 1572

Über die Größen und Abstände von Sonne und Mond (griech. Περὶ μεγεθῶν καὶ ἀποστημάτων ἡλίου καὶ σελήνης) gilt als das einzige erhaltene Werk von Aristarchos von Samos, einem griechischen Astronomen, der ca. 310–230 v. Chr. lebte. In diesem Werk werden die Durchmesser von Sonne und Mond sowie ihre Entfernungen von der Erde im Vergleich zum Erdradius berechnet.
Vermutlich wurde das Buch von Studenten des Mathematikkurses von Pappus aufbewahrt, obwohl es dafür keine Belege gibt. Die editio princeps wurde 1688 von John Wallis unter Verwendung mehrerer mittelalterlicher Handschriften veröffentlicht, die von Henry Savile zusammengestellt wurden. Die früheste lateinische Übersetzung stammt von Giorgio Valla aus dem Jahr 1488. Aus dem Jahr 1572 gibt es eine kommentierte lateinische Übersetzung von Federico Commandino, die den meisten späteren Analysen zugrunde liegt.

## Verwendete Formelzeichen
Aristarchos’ Werk Über die Größen und Abstände von Sonne und Mond stützte sich auf folgende Beobachtungen:
- die scheinbare Größe von Sonne und Mond am Himmel,
- die Größe des Erdschattens im Verhältnis zum Mond während einer Mondfinsternis,
- der rechte Winkel zwischen Sonne und Mond während eines Halbmonds.

Der Rest des Artikels befasst sich mit der Darstellung der Methode und der Ergebnisse von Aristarchos. Dabei werden folgende Variablen verwendet:
| Symbol | Bedeutung                                                                   |
| ------ | --------------------------------------------------------------------------- |
| φ      | Winkel zwischen Mond und Sonne während eines Halbmonds (direkt messbar)     |
| L      | Abstand der Erde vom Mond                                                   |
| S      | Abstand der Erde von der Sonne                                              |
| ℓ      | halber Monddurchmesser                                                      |
| s      | Radius der Sonne                                                            |
| t      | Radius der Erde                                                             |
| D      | Entfernung vom Mittelpunkt der Erde zum Scheitelpunkt des Erdschattenkegels |
| d      | Radius des Erdschattens am Standort des Mondes (auf der Mondoberfläche)     |
| n      | Verhältnis d/ℓ (direkt beobachtbare Größe während der Mondfinsternis)       |
| x      | Verhältnis S/L = s/ℓ (berechnet aus φ)                                      |

## Halbmond

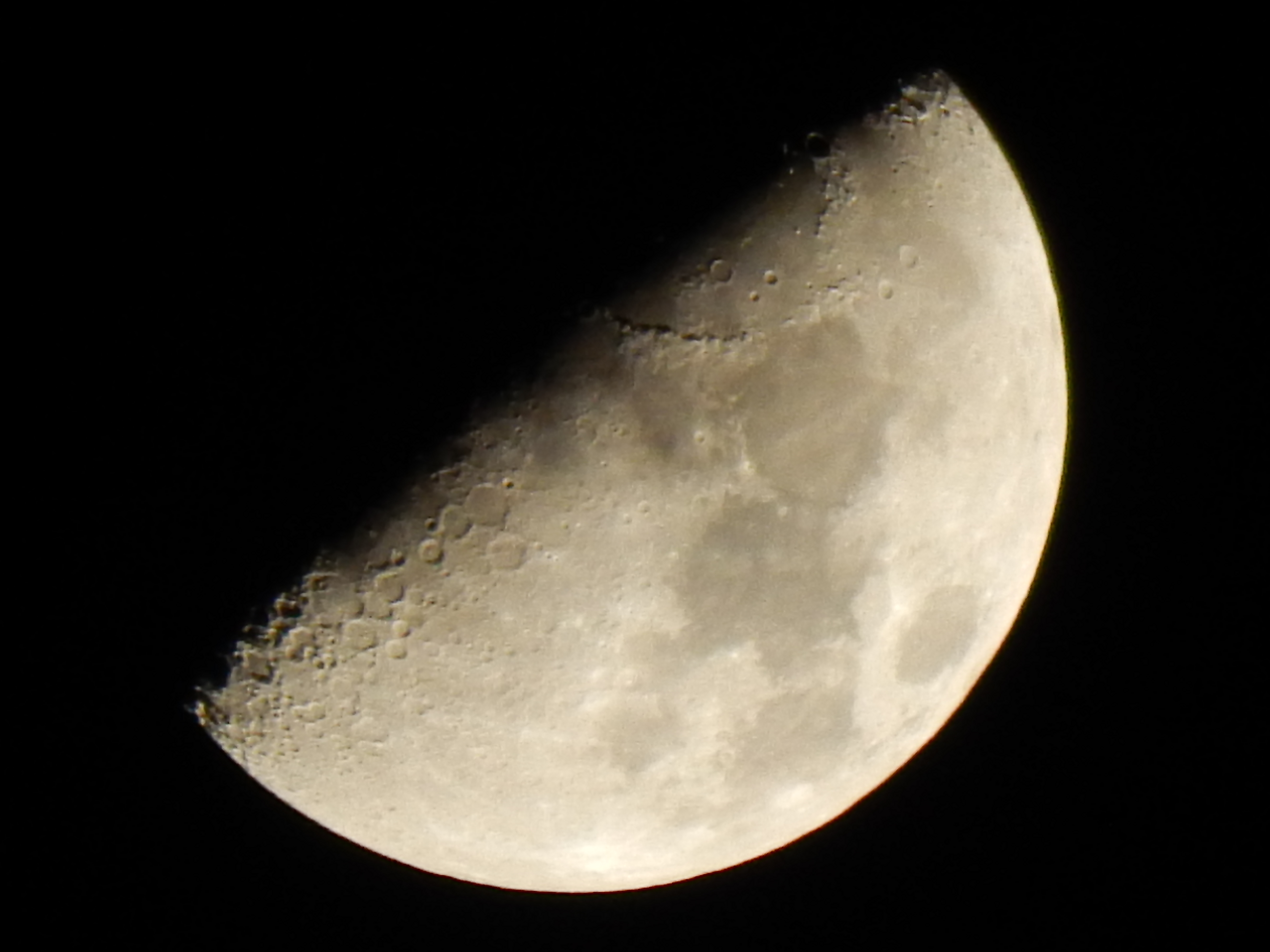
Halbmond am 23. Februar 2018

Aristarchos ging davon aus, dass der Mond während eines Halbmonds ein rechtwinkliges Dreieck mit der Sonne und der Erde bildet. Durch Beobachtung des Winkels „φ“ zwischen Sonne und Mond konnte er das Verhältnis der Entfernungen zu Sonne und Mond mit Hilfe der Trigonometrie ableiten.
Aus dem Diagramm und der Trigonometrie lässt sich berechnen, dass
{\displaystyle {\frac {S}{L}}={\frac {1}{\cos \varphi }}=\sec \varphi .}
Das Diagramm ist stark übertrieben, denn in Wirklichkeit ist S = 390 L, und φ liegt extrem nahe an 90°. Aristarchos ermittelte, dass φ ein Dreißigstel eines Quadranten (in modernen Begriffen 3°) weniger als ein rechter Winkel ist, also 87°. Trigonometrische Funktionen waren noch nicht erfunden worden, aber mit Hilfe der geometrischen Analyse nach Euklid berechnete Aristarchos, dass
{\displaystyle 18<{\frac {S}{L}}<20}.
Mit anderen Worten: Die Entfernung der Erde zur Sonne war etwa 18- bis 20-mal größer als die Entfernung zum Mond. Dieser Wert wurde von den Astronomen für die nächsten zweitausend Jahre akzeptiert, bis die Erfindung des Teleskops eine genauere Schätzung der Sonnenparallaxe ermöglichte.
Aristarchos folgerte aus der Gleichheit der Winkelgröße von Sonne und Mond während einer Sonnenfinsternis, dass der Durchmesser der Sonne 18 bis 20 Mal größer als der Mond sein musste.

## Mondfinsternis

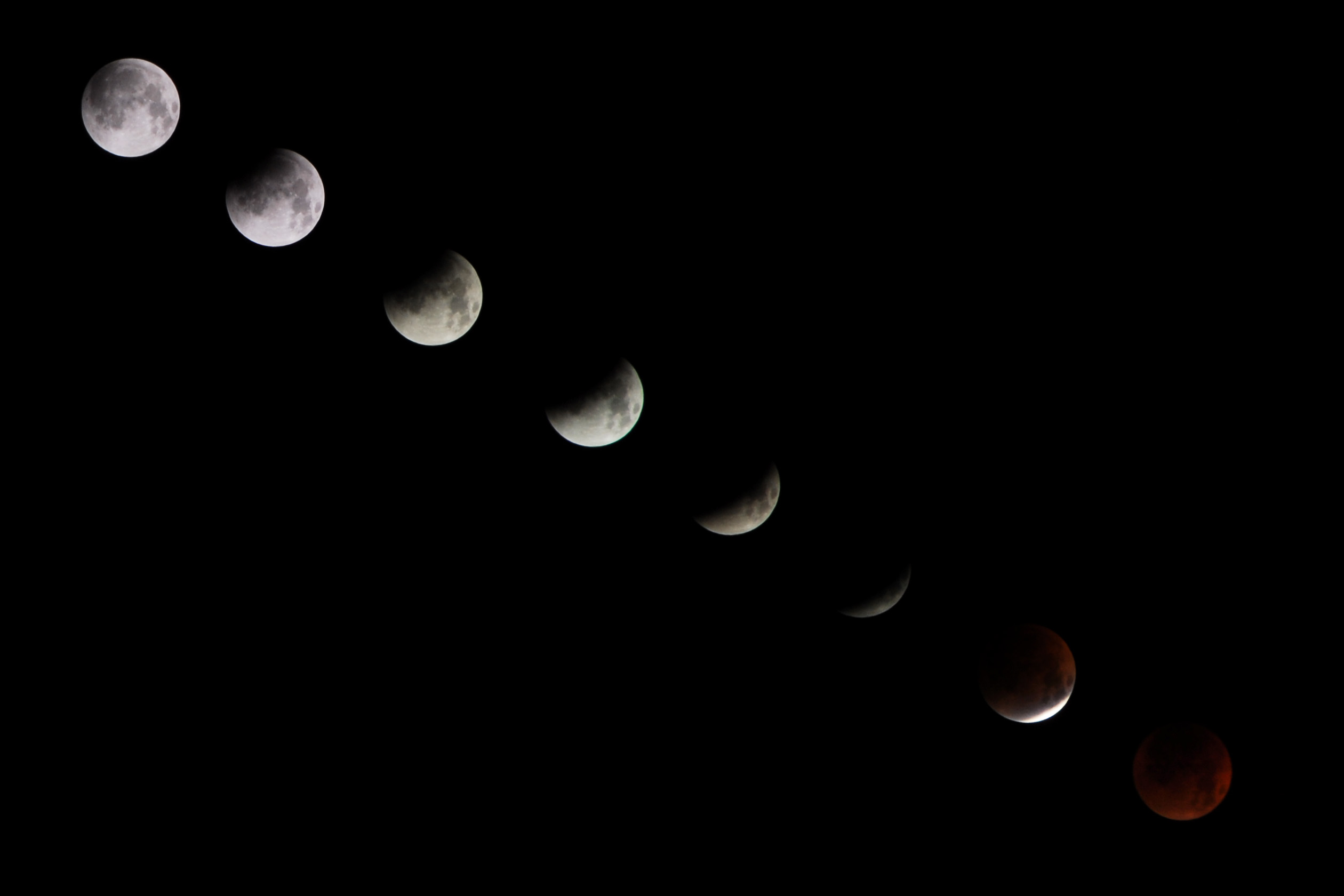
Verlauf der Mondfinsternis am 28. August 2007

Aristarchos verwendete damals eine andere Konstruktion, die auf einer Mondfinsternis beruhte:
Aufgrund der Ähnlichkeit der Dreiecke gilt {\displaystyle {\frac {D}{L}}={\frac {t}{t-d}}\quad }  sowie  {\displaystyle \quad {\frac {D}{S}}={\frac {t}{s-t}}.}
Man dividiere diese beiden Gleichungen und nutze die Beobachtung, dass Sonne und Mond von der Erde aus gleich groß erscheinen {\displaystyle s/S=\ell /L}, was ergibt
{\displaystyle {\frac {\ell }{s}}={\frac {t-d}{s-t}}\ \ \implies \ \ {\frac {s-t}{s}}={\frac {t-d}{\ell }}\ \ \implies \ \ {\frac {t}{\ell }}+{\frac {t}{s}}=1+{\frac {d}{\ell }}.}
Die rechte Gleichung kann nach {\displaystyle \ell /t} oder {\displaystyle s/t} aufgelöst werden:
{\displaystyle {\frac {\ell }{t}}={\frac {1+{\dfrac {\ell }{s}}}{1+{\dfrac {d}{\ell }}}},\qquad {\frac {s}{t}}={\frac {1+{\dfrac {s}{\ell }}}{1+{\dfrac {d}{\ell }}}}.}
Diese Gleichungen lassen sich vereinfachen, indem man die Längen ausdrückt
```

  

    

      

        
d

      

    

    
{\displaystyle d}

  

 und 

  

    

      

        
s

      

    

    
{\displaystyle s}

  

 in Bezug auf den Radius des Monds 

  

    

      

        
ℓ

      

    

    
{\displaystyle \ell }

  

 als Einheit, um 

  

    

      

        

          

            

              
d

              
^

            

          

        

        
=

        
d

        

          
/

        

        
ℓ

      

    

    
{\displaystyle {\hat {d}}=d/\ell }

  

 und 

  

    

      

        

          

            

              
s

              
^

            

          

        

        
=

        
s

        

          
/

        

        
ℓ

        
.

      

    

    
{\displaystyle {\hat {s}}=s/\ell .}

  

 zu definieren. Dann gilt:
```

{\displaystyle {\frac {\ell }{t}}={\frac {1+{\hat {s}}}{{\hat {s}}(1+{\hat {d}})}},\qquad {\frac {s}{t}}={\frac {1+{\hat {s}}}{1+{\hat {d}}}}}
Die obigen Gleichungen geben die Radien von Mond und Sonne vollständig in Form von beobachtbaren Größen an.
Die folgenden Formeln geben die Entfernungen zu Sonne und Mond in irdischen Einheiten (d. h. Erdradius t) an:
{\displaystyle {\frac {L}{t}}=\left({\frac {\ell }{t}}\right)\left({\frac {180}{\pi \theta }}\right)}
{\displaystyle {\frac {S}{t}}={\biggl (}{\frac {s}{t}}{\biggr )}\left({\frac {180}{\pi \theta }}\right)}
wobei θ der in Grad gemessene scheinbare Radius von Mond und Sonne ist.
Aristarchos hat diese Formeln nicht exakt verwendet, doch sind sie wahrscheinlich ein guter Näherungswert für seine Berechnungen.

## Ergebnisse
Die obigen Formeln können verwendet werden, um die Ergebnisse von Aristarchos zu rekonstruieren.  Die folgende Tabelle zeigt die Ergebnisse einer seit langem bestehenden (aber zweifelhaften) Rekonstruktion unter Verwendung von n = 2, x = 19,1 (φ = 87°) und θ = 1°, neben den heute akzeptierten Werten.
| Größe | Verhältnis                         | Rekonstruktion | Modern |
| ----- | ---------------------------------- | -------------- | ------ |
| s/t   | Sonnenradius zu Erdradius          | 6,7            | 109    |
| t/ℓ   | Erdradius zu Mondradius            | 2,85           | 3,67   |
| L/t   | Distanz Erde zum Mond [Erdradien]  | 20             | 60,34  |
| S/t   | Distanz Erde zur Sonne [Erdradien] | 380            | 23.481 |

Der Fehler in dieser Berechnung ist vor allem auf die ungenauen Werte für x und θ zurückzuführen. Der ungenaue Wert für θ ist besonders überraschend, da Archimedes schreibt, dass Aristarchos als erster feststellte, dass Sonne und Mond einen scheinbaren Durchmesser von einem halben Grad haben. Daraus ergäbe sich ein Wert von θ = 0,25 und eine entsprechende Entfernung zum Mond von 80 Erdradien, eine viel bessere Schätzung. Die Unstimmigkeit des Werks mit Archimedes scheint darauf zurückzuführen zu sein, dass Aristarchos’ Aussage, wonach der lunisolare Durchmesser 1/15 eines „meros“, also 1/15 eines Tierkreiszeichens (30°), beträgt, missverstanden wurde. Das griechische Wort „meros“ bedeutet entweder „Teil“ oder 7,5°, und 1/15 davon ist 0,5°, was mit Archimedes’ eigener Messung von 0,45° übereinstimmt.
Ein ähnliches Verfahren wurde später von Hipparchus angewandt, der den mittleren Abstand zum Mond auf 67 Erdradien schätzte, und von Ptolemäus, der einen Wert von 59 Erdradien ermittelte.

## Einfluss auf Archimedes
In seinem Werk Der Sandrechner griff Archimedes wenig später auf Aristarchos’ Erkenntnisse und sein heliozentrisches Weltbild zurück:
[Aristarchos] behauptet nämlich, die Fixsterne und selbst die Sonne sind unbeweglich. Um letztere bewege sich die Erde in einem Kreise, in dessen Mittelpunkt die Sonne stehe. Diese sey zugleich der Mittelpunkt der großen Fixsternkugel, welche sich zur Größe der Erdbahn ebenso verhalte, wie die Oberfläche der Kugel zu ihrem Mittelpunkte.

## Illustrationen
Einige interaktive Illustrationen zu den Thesen in Über die Größen und Abstände finden sich hier:
- Hypothese 4 besagt, dass, wenn der Mond uns halbiert erscheint, seine Entfernung von der Sonne um ein Dreißigstel eines Quadranten kleiner ist als ein Quadrant [d. h. er ist kleiner als 90° minus 1/30 von 90° oder 3°, und ist daher gleich 87°] (Heath 1913:353).[7]
- Proposition 1 besagt, dass zwei gleiche Sphären von ein und demselben Zylinder und zwei ungleiche Sphären von ein und demselben Kegel erfasst werden, dessen Scheitelpunkt in Richtung der kleineren Sphäre liegt; und die durch die Mittelpunkte der Sphären gezogene Gerade steht im rechten Winkel zu jedem der Kreise, in denen die Oberfläche des Zylinders oder des Kegels die Sphären berührt (Heath 1913:354).[8]
- Proposition 2 besagt, dass, wenn eine Kugel von einer Kugel beleuchtet wird, die größer ist als sie selbst, der beleuchtete Teil der ersten Kugel größer als eine Halbkugel ist (Heath 1913:358).[9]
- Proposition 3 besagt, dass der Kreis im Mond, der den dunklen und den hellen Teil trennt, am kleinsten ist, wenn der Kegel, der sowohl die Sonne als auch den Mond umfasst, seinen Scheitelpunkt an unserem Auge hat (Heath 1913:362).[10]
- Proposition 4 stellt fest, dass der Kreis, der den dunklen und den hellen Teil des Mondes trennt, sich nicht merklich von einem Großkreis im Mond unterscheidet (Heath 1913:365).[11]
- Proposition 6 besagt, dass sich der Mond auf einer niedrigeren Umlaufbahn als die Sonne bewegt und, wenn er halbiert wird, weniger als einen Quadranten von der Sonne entfernt ist (Heath 1913:372).[12]
- Proposition 7 besagt, dass die Entfernung der Sonne von der Erde mehr als das 18fache, aber weniger als das 20fache der Entfernung des Mondes von der Erde beträgt (Heath 1913:377). Mit anderen Worten: Die Sonne ist 18 bis 20 Mal weiter entfernt und ebenso viel größer als der Mond.[13]
- Proposition 13 besagt, dass die Gerade, die den im Erdschatten liegenden Teil des Kreisumfangs abdeckt, in dem sich die Enden des Kreisdurchmessers, der den dunklen und den hellen Teil des Mondes trennt, bewegen, weniger als das Doppelte des Monddurchmessers beträgt, aber ein größeres Verhältnis als {\displaystyle 88:45} hat; und sie ist weniger als {\displaystyle 1/9} des Sonnendurchmessers, hat aber ein größeres Verhältnis als {\displaystyle 21:225}. Er hat zu der geraden Linie, die vom Zentrum der Sonne im rechten Winkel zur Achse gezogen wird und die Seiten des Kegels trifft, ein größeres Verhältnis als {\displaystyle 979:10.125} (Heath 1913:394).[14]
- Proposition 14 besagt, dass die gerade Linie, die vom Mittelpunkt der Erde zum Mittelpunkt des Mondes führt, zu der geraden Linie, die von der Achse zum Mittelpunkt des Mondes hin durch die gerade Linie abgeschnitten wird, die den [Umfang] innerhalb des Erdschattens abdeckt, ein Verhältnis hat, das größer ist als {\displaystyle 675:1} ist (Heath 1913:400).[15]
- Proposition 15 besagt, dass der Durchmesser der Sonne zum Durchmesser der Erde ein Verhältnis von mehr als {\displaystyle 19/3}, aber weniger als {\displaystyle 43/6} hat (Heath 1913:403). Das bedeutet, dass die Sonne (im Mittel) {\displaystyle 6+3/4} mal größer als die Erde ist bzw. dass die Sonne {\displaystyle 13+1/2} Erdradien groß ist. Mond und Sonne müssen dann {\displaystyle 20+1/4} bzw. {\displaystyle 387} Erdradien von uns entfernt sein, um eine Winkelgröße von 2º zu erreichen.[16]
- Proposition 17a in at-Tusis mittelalterlicher arabischer Version des Buches „Über die Größen“ besagt, dass das Verhältnis der Entfernung der Spitze des Schattenkegels vom Zentrum des Mondes (wenn sich der Mond auf der Achse [d. h. in der Mitte einer Finsternis] des Kegels befindet, der die Erde und die Sonne enthält) zur Entfernung des Mondzentrums vom Zentrum der Erde größer als das Verhältnis {\displaystyle 71:37} und kleiner als das Verhältnis {\displaystyle 3:1} ist (Berggren & Sidoli 2007:218).[3] Mit anderen Worten, die Spitze des Erdschattenkegels ist zwischen {\displaystyle 108:37} und viermal weiter entfernt als der Mond.[17]

## Bekannte Kopien
- Library of Congress Vatican Exhibit.